# Giovanni Caccamo (cantante)
Giovanni Caccamo (Modica, 8 dicembre 1990) è un cantautore italiano.
Scoperto da Franco Battiato, è divenuto noto per aver vinto tra le nuove proposte il Festival di Sanremo 2015 con il brano Ritornerò da te, scritto da lui stesso, e per essere giunto al terzo posto al Festival di Sanremo 2016 nella categoria Big con il brano Via da qui, quest'ultimo cantato insieme a Deborah Iurato.
Durante la sua carriera ha pubblicato un totale di cinque album e si è esibito in diversi paesi al di fuori dell'Italia, prendendo parte a tournée in Israele e in Cina. Caccamo ha inoltre scritto e composto brani per numerosi artisti, tra cui Elisa, Andrea Bocelli, Emma, Elodie, Francesca Michielin, Patty Pravo e Malika Ayane.

## Biografia

### Primi anni
Dopo la maturità presso il Liceo Scientifico Statale E. Fermi di Ragusa, si iscrive alla Facoltà di Architettura al Politecnico di Milano. Parallelamente, nel 2009 inizia la sua esperienza in Rai nel cast del programma Music Gate, prodotto da Rai Ragazzi e Antoniano.
Alla fine del 2011 con il brano Mezze verità, arriva tra i 60 finalisti di Sanremo Social, selezione per entrare nella categoria "Nuove Proposte" della 62ª edizione del Festival di Sanremo.
Nell'estate del 2012 incontra Franco Battiato, che lo sceglie per aprire i concerti del suo tour Apriti Sesamo e delle date speciali Franco Battiato feat. Antony and the Johnsons.
Il 15 agosto 2013 pubblica il suo primo singolo L'indifferenza, prodotto da Franco Battiato e Pino Pinaxa Pischetola. Dal novembre dello stesso anno parte il tour Live at Home che lo vede esibirsi al pianoforte in diverse abitazioni private d'Italia ed Europa. L'iniziativa è ripresa a marzo 2015 per anticipare il tour ufficiale Qui per te. Nel frattempo è spesso ospite all'Edicola Fiore e a Fuori Programma, programmi di Fiorello.

### Qui per te
Nell'ottobre 2014 firma un contratto discografico con Sugar Music.
Nel 2015 partecipa alla 65ª edizione del Festival della Canzone Italiana di Sanremo e vince nella sezione "Nuove Proposte" con il brano Ritornerò da te; inoltre vince il Premio della critica "Mia Martini", il Premio "Emanuele Luzzati" e il Premio Sala Stampa "Lucio Dalla" (Sala Stampa Radio-TV).
Per Malika Ayane firma la musica di Adesso e qui (nostalgico presente), brano che vince il Premio della critica "Mia Martini" e si piazza terzo a Sanremo. Intanto esce il suo primo lavoro discografico "Qui per te" che vanta l'importante collaborazione con Franco Battiato per il brano Satelliti nell'aria. Il 27 marzo viene estratto come secondo singolo Oltre l'estasi.
Il 28 aprile è stato ospite al concerto di Biagio Antonacci al Mediolanum Forum di Assago in occasione della tappa del tour Palco Antonacci 2014 / L'amore comporta Tour 2014-2015. A giugno il cantante partecipa alla Summer Festival 2015 con il brano Distante dal tempo, ottenendo una nomination per il Premio RTL 102.5 - Canzone dell'estate. A settembre dello stesso anno presta la voce nella versione italiana del cortometraggio Pixar Lava, che anticipa il film Inside Out, assieme alla cantante Malika Ayane.
È autore del singolo Da sola di Deborah Iurato, presentato all'arena di Verona in occasione dei Wind Music Awards 2015. Con Francesca Michielin e Federica Abbate firma Tutto questo vento nell'album di20. Per Emma scrive Finalmente insieme ad Alessandra Flora per l'album Adesso.

### Non siamo soli
Il 13 dicembre 2015 viene annunciata la sua partecipazione alla 66ª edizione del Festival di Sanremo nella sezione "Big", insieme alla cantante Deborah Iurato con il brano Via da qui, con il quale si classificano terzi. Pubblica il suo secondo album Non siamo soli.
Dal 10 aprile 2016 debutta come speaker radiofonico su Rai Radio 2 insieme a Caterina Caselli nel programma Nessuno mi può giudicare - Testa a testa, un viaggio negli ultimi cinquant'anni di musica italiana. Il 15 aprile esce in radio il singolo Non siamo soli, tratto dall'album omonimo.
Il 6 giugno 2016 è uno dei protagonisti dei Wind Music Awards all'Arena di Verona, programma condotto da Carlo Conti e Vanessa Incontrada in diretta su Rai 1, interpretando in chiave acustica piano e voce il brano Via da qui. Il 26 luglio 2016 è uno degli artisti di Music for Mercy, evento che ha celebrato il Giubileo della Misericordia al Foro Romano. Il 10 novembre 2016 viene pubblicato per Rizzoli il suo primo romanzo epistolare Dialogo con mia madre, singolare carteggio tra Giovanni e la madre, alla scoperta di verità, vissuti ed emozioni.
Dal 19 novembre al 10 dicembre 2016, ha condotto insieme a Francesca Fialdini, la 59ª edizione dello Zecchino d'Oro, in diretta tutti i sabati su Rai 1.
Il 14 gennaio 2017 è stato nominato Ambasciatore Unesco Giovani, mentre a ottobre dello stesso anno è divenuto tutor nella scuola di Amici di Maria De Filippi.

### Eterno
Nel 2018 Caccamo ha preso parte alla 68ª edizione del Festival di Sanremo con il brano Eterno, classificandosi decimo. Il brano ha anticipato la pubblicazione del suo terzo album in studio, intitolato anch'esso Eterno. Il disco contiene anche Puoi fidarti di me, brano scelto come tema principale della colonna sonora del film Puoi baciare lo sposo di Alessandro Genovesi. Il 6 ottobre dello stesso anno ha cantato per papa Francesco presso la Sala Nervi di Città del Vaticano, in occasione del Sinodo dei Giovani.
Nel 2019 è tornato al Festival di Sanremo in qualità di artista ospite nella terza serata con Patty Pravo. Nell'estate dello stesso anno è stato nominato Advocate della Andrea Bocelli Foundation.
Il 26 aprile 2020 ha rappresentato l'Italia al Festival Pathway to Paris: Earth Day 50, al quale hanno presenziato anche altri artisti, tra cui Michael Stipe dei R.E.M., Patti Smith, Johnny Depp, Flea dei Red Hot Chili Peppers, Cat Power e Ben Harper.

### Parola
Nel 2021 esce il quarto album Parola, prodotto da Caccamo stesso insieme a Leonardo Milani, per Ala Bianca e distribuito da Warner Music Italy, e che ha visto la partecipazione di Willem Dafoe, Patti Smith, Jesse Paris Smith, Liliana Segre, Aleida Guevara, Michele Placido, Giuseppe Fiorello, oltre a una registrazione d'archivio di Andrea Camilleri. Ognuno dei sette brani dell'album è ispirato ad un testo di letteratura italiana, straniera o contemporanea e preceduto da un'introduzione strumentale nella quale una voce d’eccezione, legge il testo che l'ha ispirato.
Nell’estate 2021 Giovanni Caccamo è in tour con Michele Placido per “Anteprima Parola Tour”, un viaggio tra canzoni e poesia.

### Stranizza d'amuri
Nel 2023, con Leonardo Milani, ha firmato la colonna sonora del film Stranizza d'amuri. L'album (Fenix Entertainment / Ala Bianca / BMG Rights Management Italy Srl) è stato reso disponibile digitalmente il 23 marzo.

## Stile musicale
Dopo una prima fase pop caratterizzata da testi cupi e composizioni orecchiabili, Caccamo ha cominciato a sperimentare la fusione di nuovi generi come l'urban, l'elettropop e la musica leggera.

## Discografia

### Album in studio
- 2015 – Qui per te
- 2016 – Non siamo soli
- 2018 – Eterno
- 2021 – Parola
- 2024 – Palabra

### Colonne sonore
- 2023 – Stranizza d'amuri (Original Soundtrack) (con Leonardo Milani)

### Singoli
- 2012 – Mezze verità
- 2013 – L'indifferenza
- 2015 – Ritornerò da te
- 2015 – Oltre l'estasi
- 2015 – Distante dal tempo
- 2016 – Via da qui (con Deborah Iurato)
- 2016 – Non siamo soli
- 2018 – Eterno
- 2018 – Bisogno di tutto
- 2021 – Canta
- 2021 – Aurora
- 2021 – Il cambiamento

## Videografia

### Video musicali
- 2010 – Oggi sono io, regia di Piergiorgio Seidita
- 2012 – Mezze verità, regia di Giovanni Caccamo
- 2013 – L'indifferenza, regia di Giulio Volpe
- 2015 – Ritornerò da te, regia di Giulio Volpe
- 2015 – Oltre l'estasi, regia di Giulio Volpe
- 2015 – Distante dal tempo, regia di Giulio Volpe
- 2016 – Via da qui, regia e montaggio Giulio Volpe con Daniel Ruocco e Alessandra Barbieri
- 2016 – Non siamo soli, regia di Giulio Volpe
- 2016 – Più tempo, regia di Giuseppe Ragazzini
- 2017 – Silenzio (s'ignora), regia di Giulio Volpe
- 2018 – Eterno, regia di Trilathera
- 2018 – Bisogno di tutto, regia di Trilathera
- 2021 – Aurora, regia di Enea Colombi
- 2021 – Canta, regia di Trilathera
- 2021 – Il cambiamento, regia di Trilathera

## Tournée
- 2013 – Live at Home
- 2015 – Qui per te tour
- 2016 – Non siamo soli tour
- 2018/19 – Eterno tour
- 2021 – Anteprima Parola Tour (con Michele Placido)
- 2021 – Parola tour

## Autore per altri artisti
- 2015 – Malika Ayane – Adesso e qui (nostalgico presente)[26]
- 2015 – Francesca Michielin – Tutto questo vento[27]
- 2015 – Emma – Finalmente[28]
- 2015 – Deborah Iurato – Da sola[29]
- 2016 – Anna Tatangelo – Natale italiano
- 2017 – Chiara – Sentirò respirare[30]
- 2017 – Elodie – Giorni bellissimi[31]
- 2018 – Emma – Sorrido lo stesso[32]
- 2019 – Patty Pravo – Pianeti[33]
- 2019 – Emma – A mano disarmata[34]
- 2022 – Leo Gassmann – La mia libertà[35]
- 2022 – Giusy Ferreri – Cuore sparso[36]
- 2022 – Simona Molinari – Petali[37]
- 2022 – Elisa – Silent Song
- 2022 – Lang Lang feat. Andrea Bocelli – You'll be in my heart (Italian Version)
- 2023 – Marcella Bella – Chi siamo davvero
- 2024 – Andrea Bocelli ed Elisa – Rimani qui